# Maison communale de Delft
Ne doit pas être confondu avec Hôtel de ville de Delft.
La maison communale de Delft, en néerlandais  Gemeenlandshuis te Delft , dans la province néerlandaise de la Hollande méridionale, est un ensemble d'anciennes maisons d'habitation et l'actuel siège de l'office des eaux du Delfland.
Les quatre résidences du 161, 163, 165 et 167 Oude Delft sont classées au titre de monuments nationaux par l'Agence du patrimoine culturel des Pays-Bas en date 29 juin 1967,,,,,. Après avoir acheté l'ancienne demeure du 167 Oude Delft en 1645, l'office des eaux du Delfland acquiert les maisons du 161, 163 et 165 Oude Delft en 1985, puis les aménage ultérieurement en bureaux,,,,,.

## Localisation et situation
| - OpenStreetMap Géocalisation des bâtiments de la maison communale de Delft (ici, en rouge). - Extrait de la carte du Delfland établie en 1712 par les géomètre-topographes et cartographes Nicolaas et Jacobus Cruquius (nl) (Kruikius),. - Extrait de la carte du Delfland. |

La maison communale, dans son état actuel, est délimitée par le canal de l'Oude Delft (nl), à l'est/nord-est ; par la Phoenix Straat, à l'ouest/sud-ouest ; ainsi que par les bâtiments se trouvant au 169 Oude Delft et au 159 Oude Delft, respectivement au nord et au sud,.
Les bâtiments administratifs de l'office des eaux du Delfland se trouvent dans l'ouest du centre historique du territoire communal de Delft,,. L'ensemble du siège de l'office se place, sur un axe nord/nord-ouest sud-sud-est, à mi-chemin entre la Oude Kerk et l'hôtel de ville,,.

## Bâtiment du 161 Oude Delft

### Historique

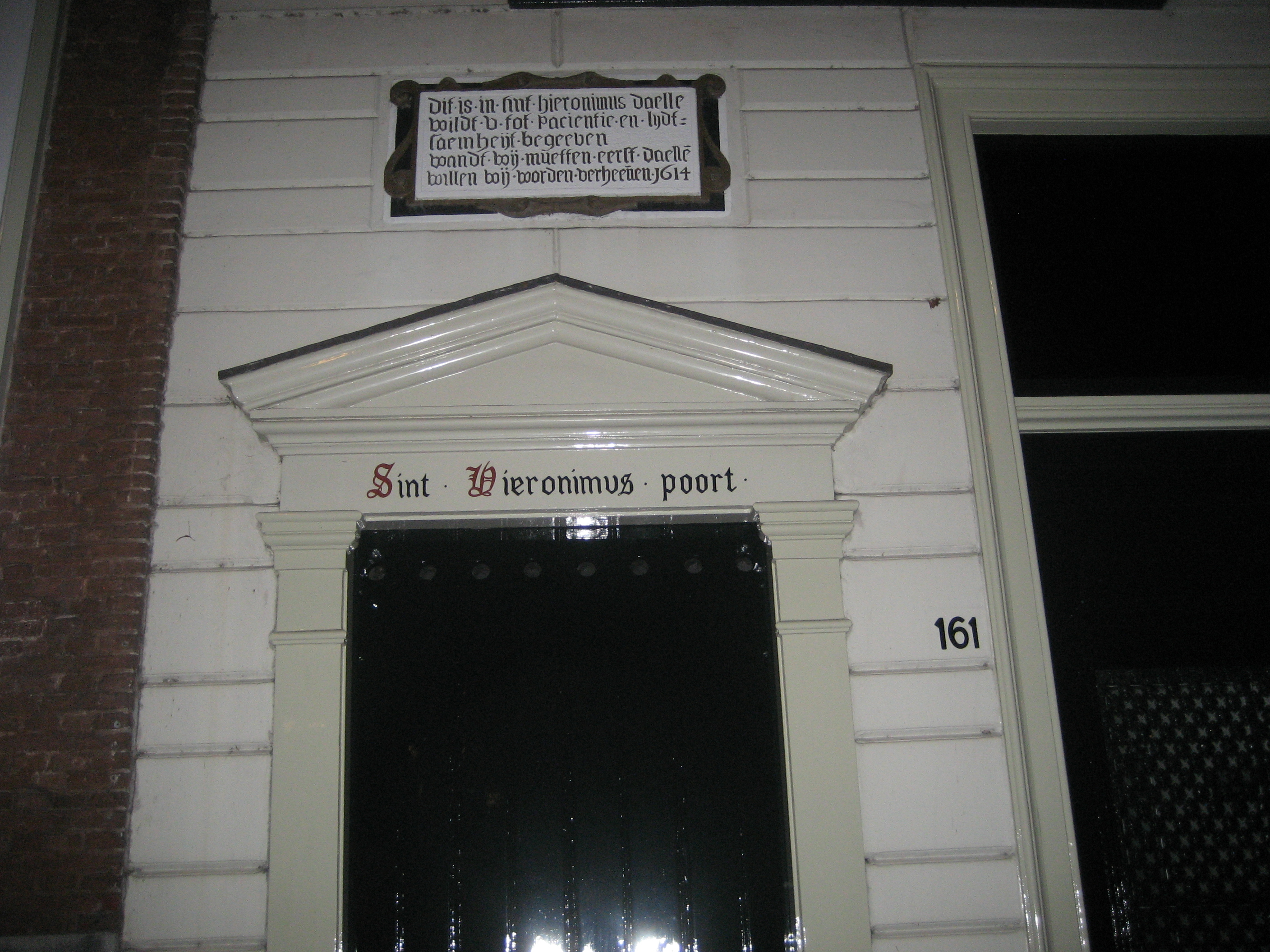
Encadrement de la porte du 161 Oude Delft avec l'entablement et le cartouche surplombant le fronton marqués d'inscriptions dédiées au monastère de Saint-Jérôme, ancien propriétaire du bâtiment.

La première mention de la maison d'habitation du 161 Oude Delft est documentée par un livre terrier de la ville Delft daté de 1363,,. D'après ce document administratif, l'ensemble des bâtiments situés sur les parcelles allant du 157 Oude Delft au 165 Oude Delft ont été construits d'un seul tenant,,.
En 1459, les moines de la communauté de Saint-Jérôme de Delft (nl) deviennent propriétaires du bâtiment,. En 1576, à l'instar des autres possessions monastiques, le bâtiment fait l'objet d'une confiscation et devient alors placé sous l'autorité d'un administrateur des États de Hollande. Il est probable que l'habitation du 161 Oude Delft ne soit plus le lieu de résidence des moines de Saint-Jérôme en 1614. Ce tournant chronologique est documenté par un cartouche ornant un linteau sur lequel est gravée une inscription émanant du monastère de Saint-Jérôme invitant « à se retirer dans la patience et la douceur », suivit du chronogramme 1614,.
Vers le milieu du XVIIe siècle, Willem van der Burch acquiert la maison du 161 Oude Delft pour la somme de 10 100 florins,. Il est possible que Pieter de Hooch ait emménagé avec sa femme Annette van der Burch dans la résidence au cours des années 1650 et y ait vécu entre 1655 et 1660, bien que les liens directs de parenté entre son épouse ainsi que son beau-frère et apprenti avec la branche familiale de Willem van der Burch ne soit pas établis avec certitude,,. Il est également suggéré, mais de manière plus probable, que la maison, son accès sud et son arrière-cour aient servi de scène à trois des œuvres de de Hooch, notamment en raison de la présence d'un linteau parementé d'un cartouche dédié au monastère de Saint-Jérôme pour deux d'entre elles et d'un escalier externe et de sa rampe pour la troisième : De binnenplaats van een huis in Delft (La cour d'une maison à Delft), Binnenplaats met drinkende mensen (Cour d'une maison avec un homme buvant un verre de vin) et Familie in de tuin binnenhuis (Portrait de famille dans une cour de Delft),,,.

### Architecture et description

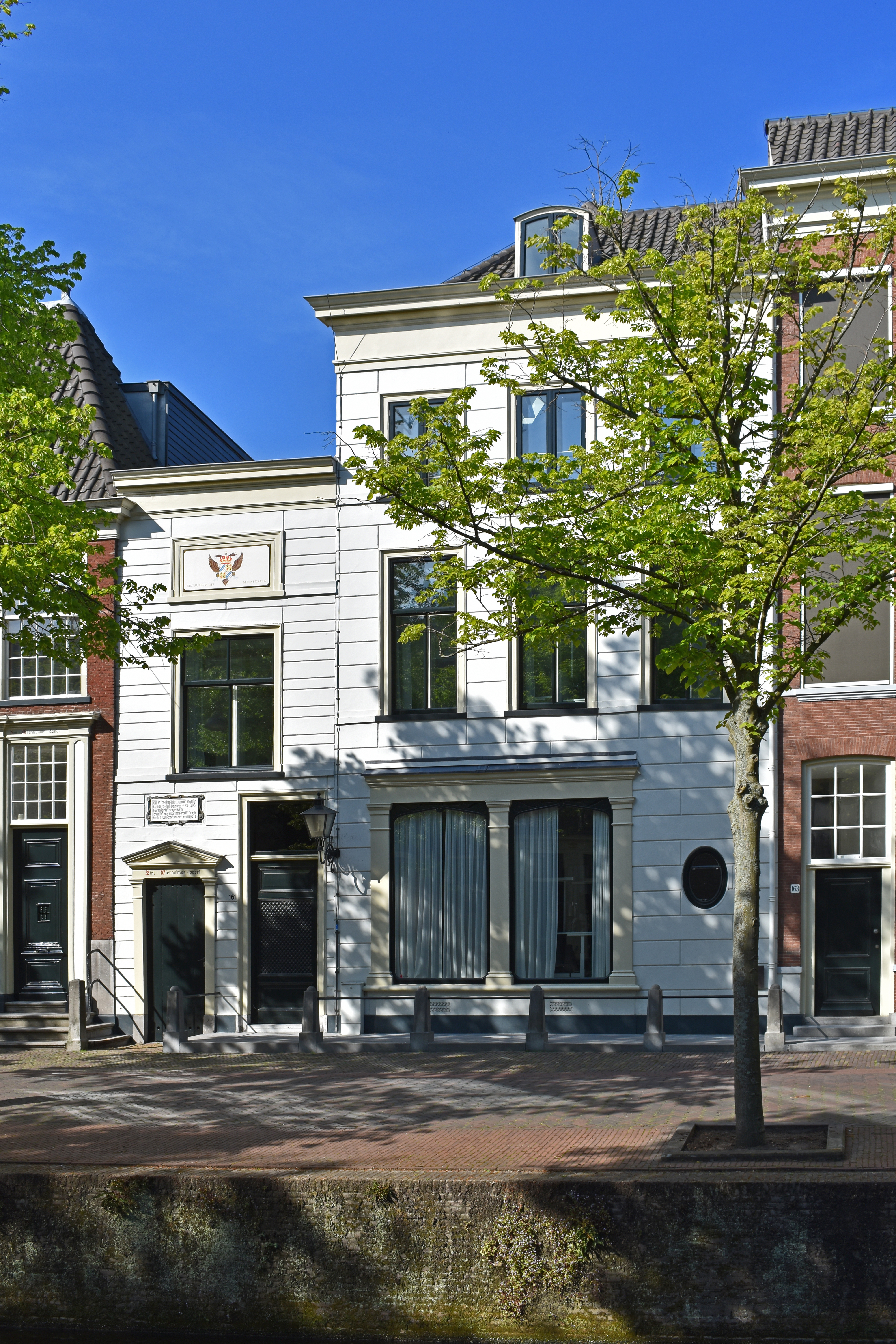
Façade du 161 Oude Delft

## Bâtiment du 163 Oude Delft

### Historique
En date du 17 juillet 1459, le bailli et surintendant des digues de l'Office des eaux du Delfland (également haut-fonctionnaire et bailli de Hollande-Méridionale) Cornelis I van Dorp (nl), devient propriétaire de la maison du 163 Oude Delft.

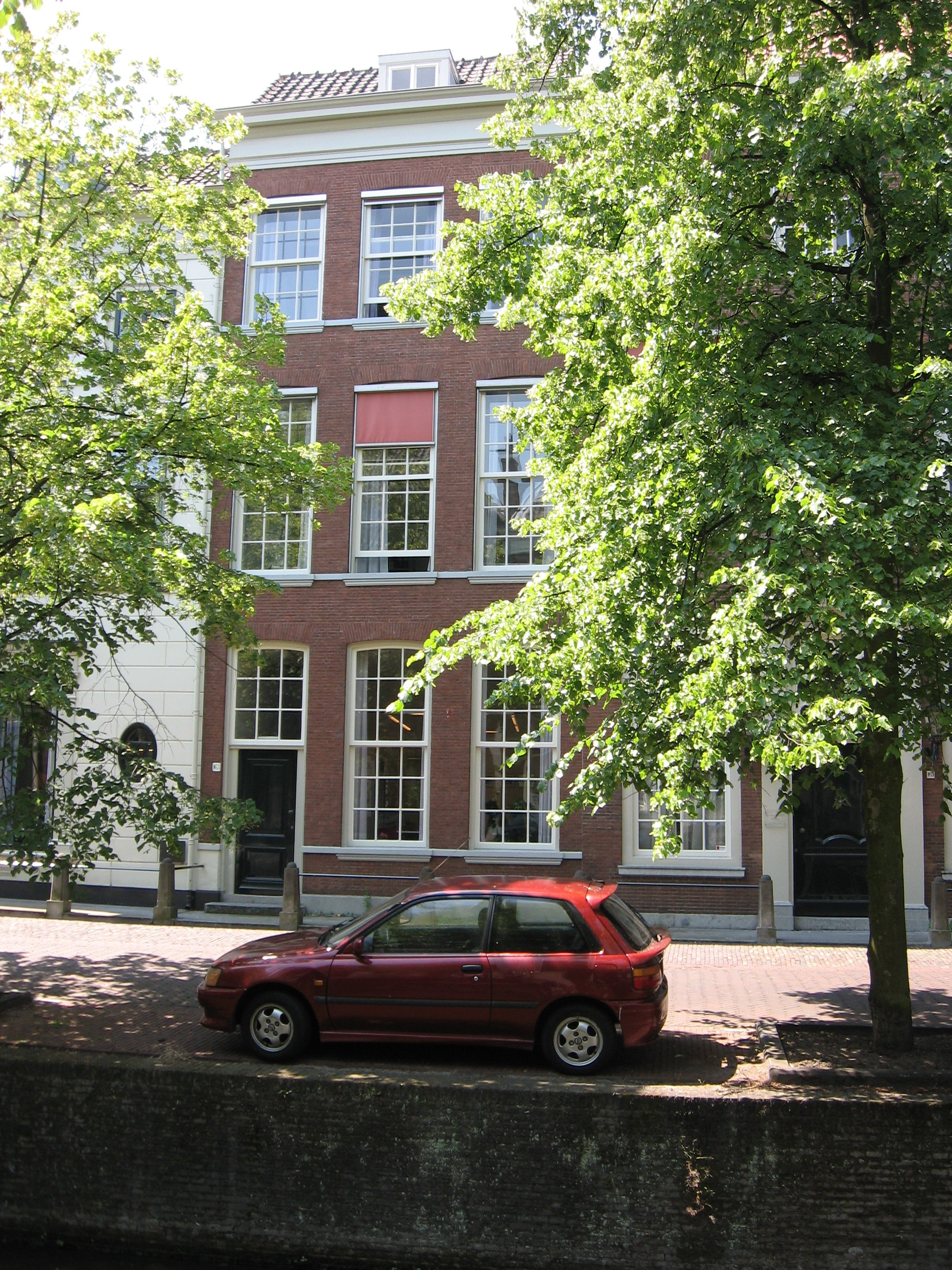
Façade du 163 Oude Delft.

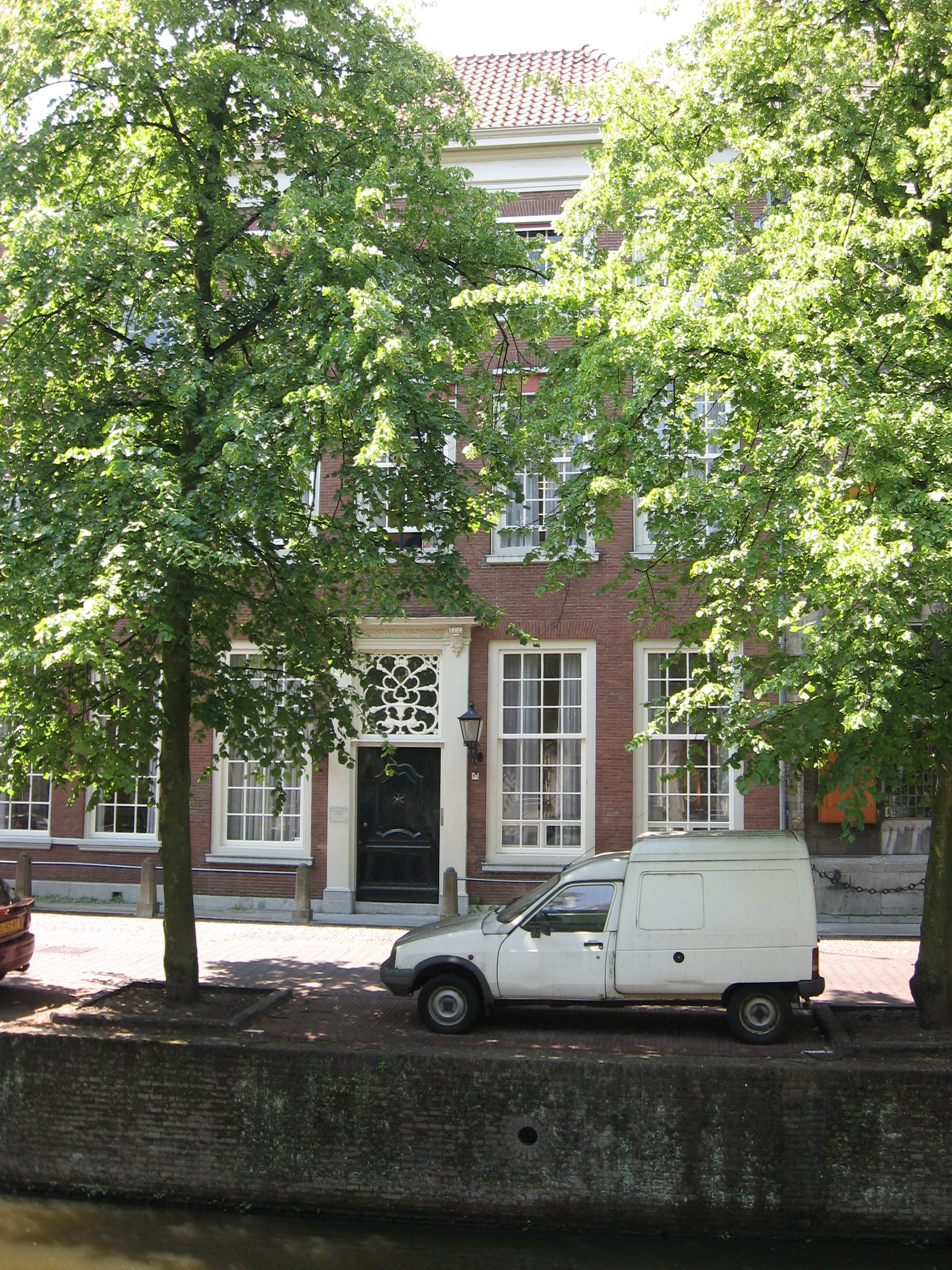
Façade du 165 Oude Delft.

## Bâtiment du 167 Oude Delft

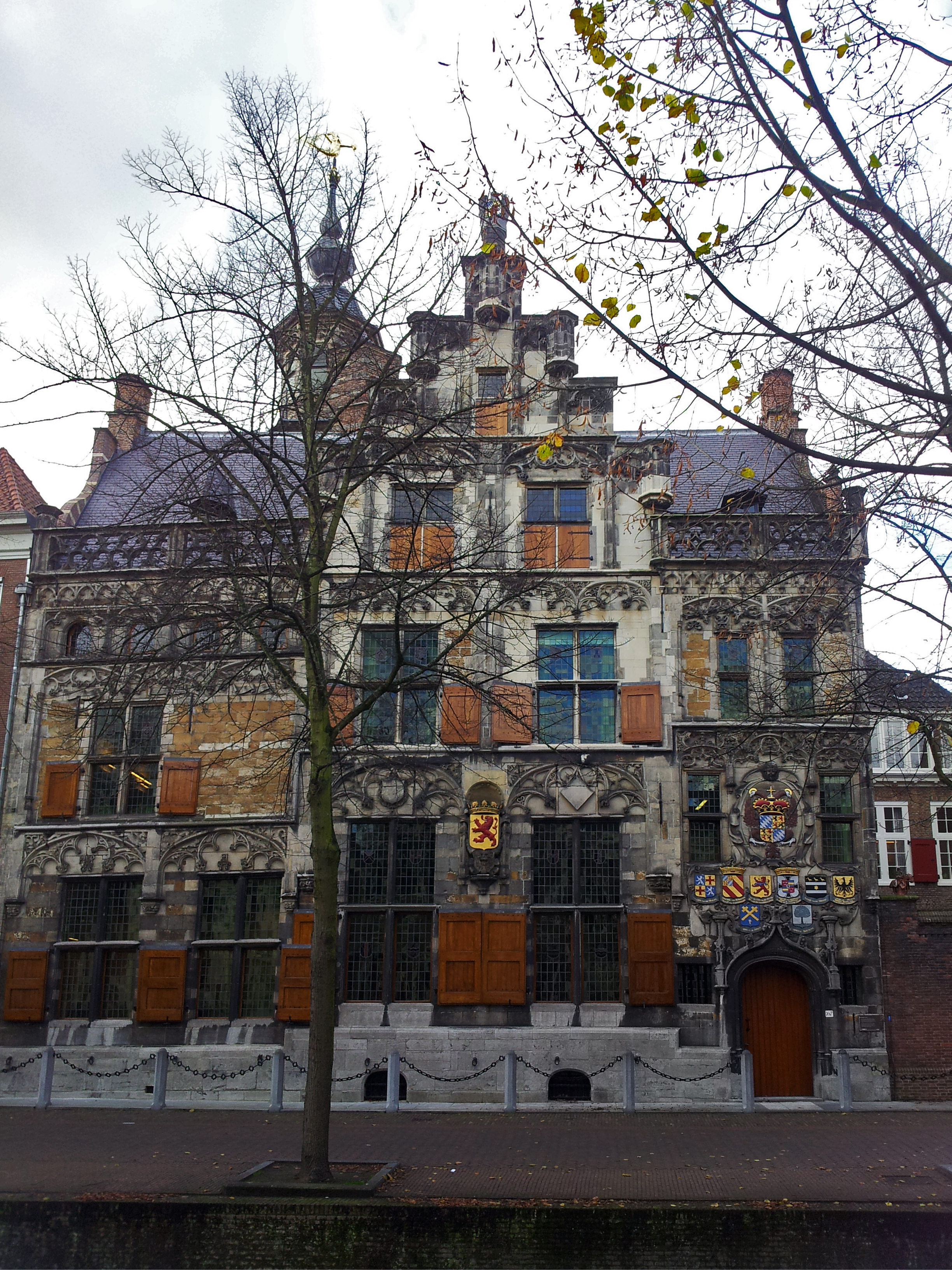
Façade de la maison du 167 Oude Delft.

La façade du bâtiment, de style gothique tardif, a été construite en 1505,. La façade de la Gemeenlandshuis, faite de grès, est richement décorée d'armoiries. Elle a été conçue par l'architecte Anthonis Keldermans (nl) tandis que les bas-reliefs ornementaux ont été sculptés par le belge originaire de la commune d'Écaussinnes Justaes Le Prince,,,. Son style architectural est proche de celui de Rombout II Keldermans (en), qui a construit des bâtiments dans la ville de Delft.

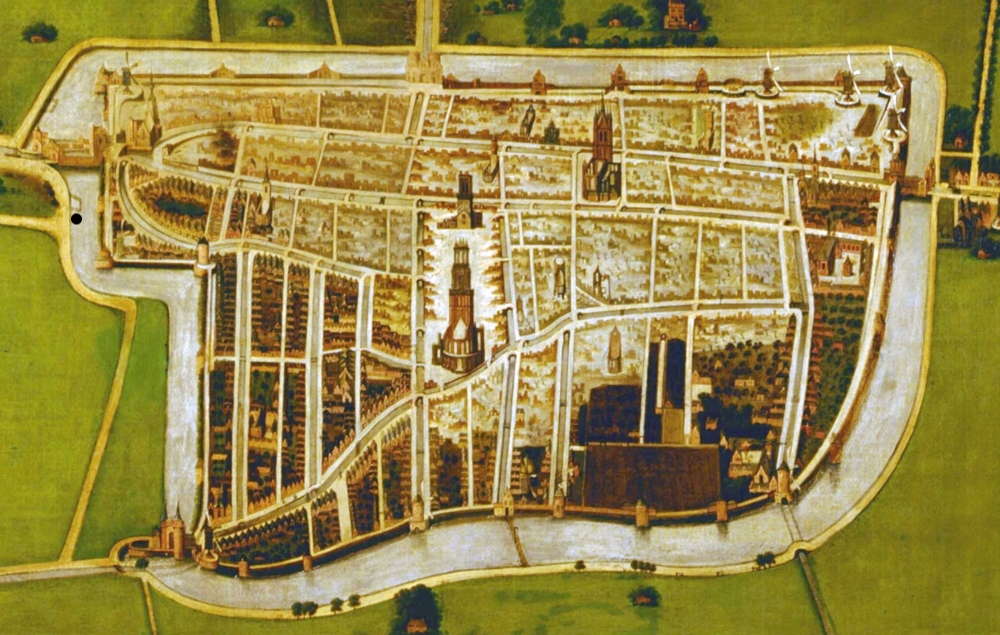
Tableau de la ville de Delft après l'incendie du 03 mai 1536 : la maison du 167 Oude Delft y apparaît comme l'un des bâtiments subsistant.

La façade a survécu à l'incendie de la ville (nl) survenu en date du 3 mai 1536,. Un texte de l'écrivain originaire de Delft Reinier Boitet, s'appuyant sur l'observation d'un tableau de la ville hollandaise vue du dessus et produit peu l'événement de 1536, rapporte brièvement la quasi-préservation et intégrité de la maison communale à la suite de cet incendie, à l'instar d'environ un tiers des bâtiments de Delft. Le tableau, mentionne Boitet, met en évidence que seules trois structures situées l'Oude Kerk et l'hôtel de ville subsistent encore au lendemain de l'événement de mai 1536 : le monastère Saint-Hieronymus (nl), la chapelle Saint-Hippolytus (nl) et la maison du 167 Oude Delft. Le poète Cornelis Musius, quant à lui, évoque, dans son œuvre néolatine Solitudo sive vita solitaria laudata publiée en 1566, un nid de « Ciconia Delphica » surplombant le toit du bâtiment et qui aurait brûlé lors de l'incendie.

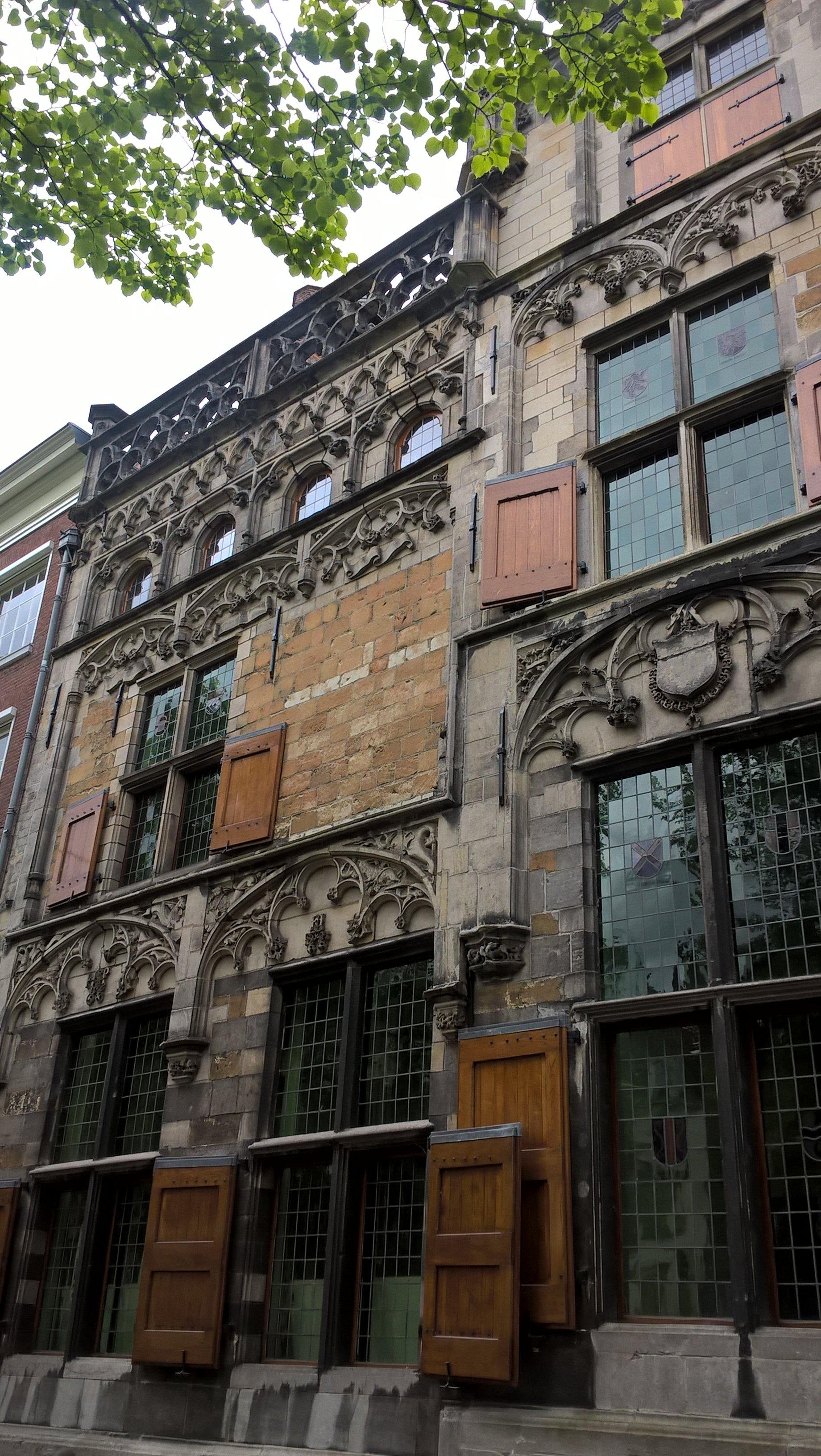
Bâtiment du 167 Oude Delft (détail).

Ultérieurement à la catastrophe, comme pour de nombreux autres bâtiments de la ville incendiée, des pignons à gradins ont été aménagés en aplomb de la façade monumentale de la maison d'habitation. Ces importantes modifications faites sur l'arase de la façade de la bâtisse du 167 Oude Delft ont été opérées vers 1540. L'adjonction des pignons à gradins aurait possiblement été mise en œuvre par l'architecte Marcelis Keldermans (nl).
Jan de Huyter (nl), écoutète de Delft et bailli du Delfland au début du XVIe siècle, a été le premier propriétaire de cette ancienne maison d'habitation (woonhuis,,),. À l'époque, de Huyter était également percepteur d'un droit d'accise sur le houblon. Le bâtiment est également dénommé « Maison aux cônes » (« Huis met de bellen ») en raison des bas-reliefs en forme de cônes de houblon sculptés dans la façade. La collaboration de la famille De Huyter avec les Espagnols a eu pour conséquence leur expulsion et confiscation de la Gemeenlandshuis en 1572.

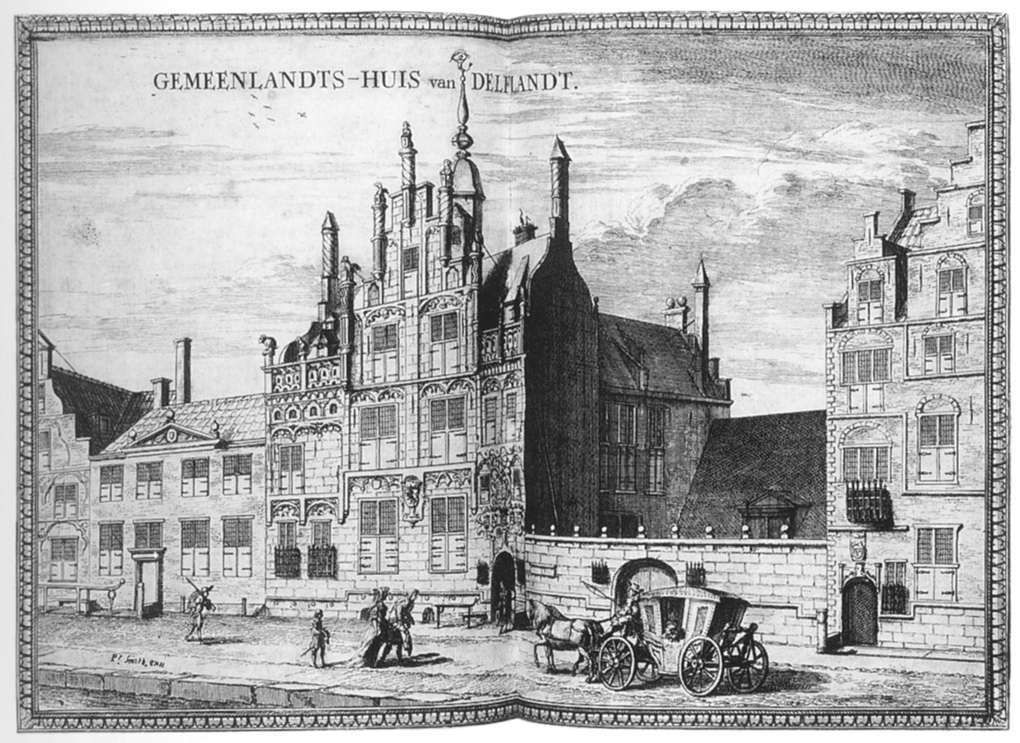
Maison du 167 Oude Delft, gravure attribuée à Coenraet Decker, fin du XVIIe siècle,.

Par la suite, le bâtiment abrite temporairement la Haute Cour d'Appel de Hollande (Hof van Holland) avant d'être transformée en s Heeren Herberghe, une maison d'hébergement pour les hôtes importants des villes et États de Hollande. Plus tard, la Gemeenlandshuis devient la résidence de Philippe de Hohenlohe-Neuenstein, alors marié à Maria de Nassau, fille de Guillaume Ier d'Orange. Le Comte de Hohenlohe-Langenbourg acquiert la maison en 1583 pour la somme de 5 500 florins,. La demeure du 167 Oude Delft reste la propriété des Hohenlohe-Langebourg jusqu'en 1639. Les bureaux de l'office des eaux du Delfland se tiennent au sein du bâtiment depuis 1645.
Les armoiries ornant la façade, représentant les armes de Hollande et de l'office des eaux du Delfland, ont été sculptées et montées en 1648.
Le bâtiment abrite une importante collection d'anciennes cartes et de gravures du Delfland,,,.

## Représentation dans les arts

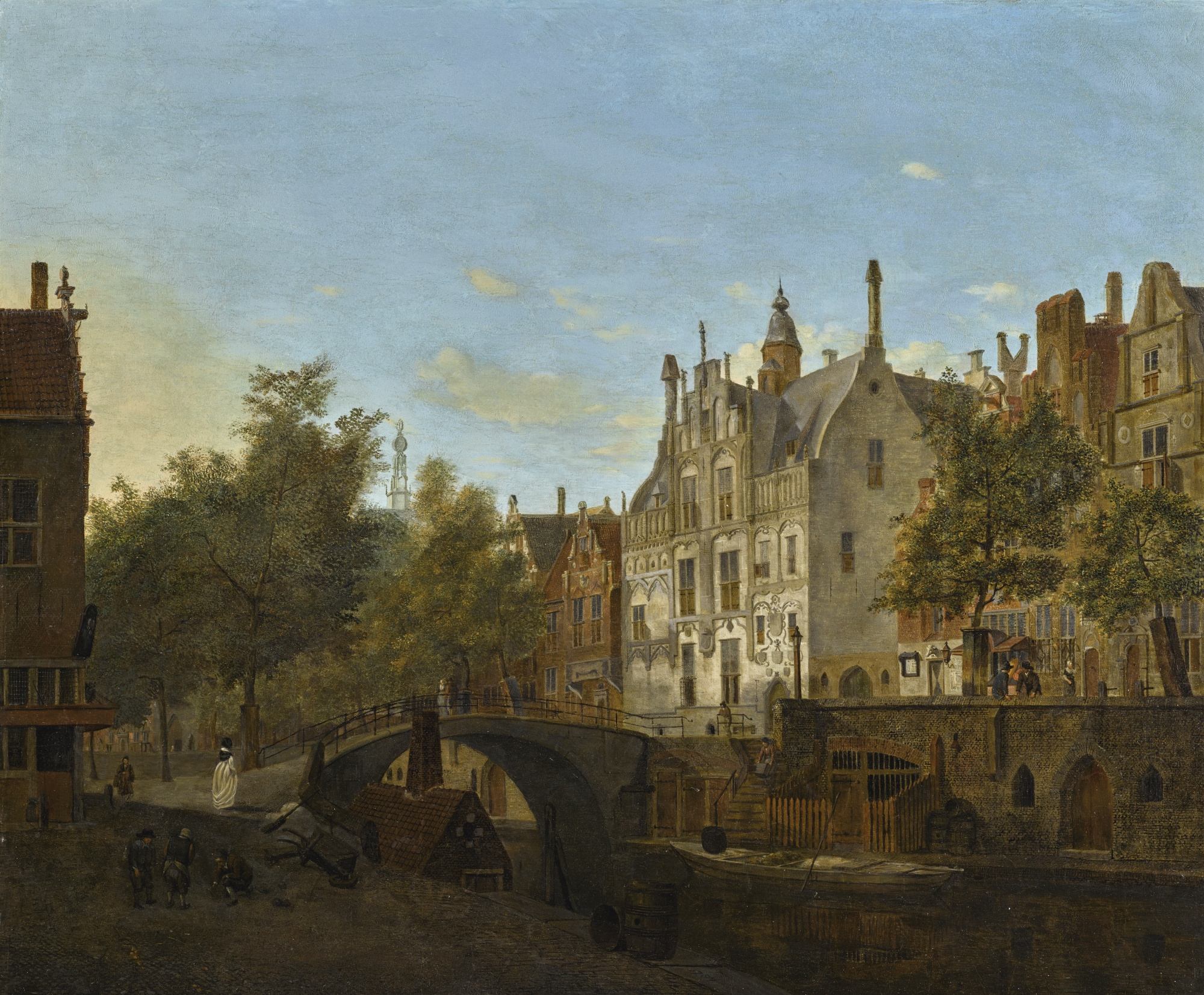
Vue de la Oude Delft et de la Gemeenlandshuis œuvvre exécutée par le peintre Jan van der Heyden.

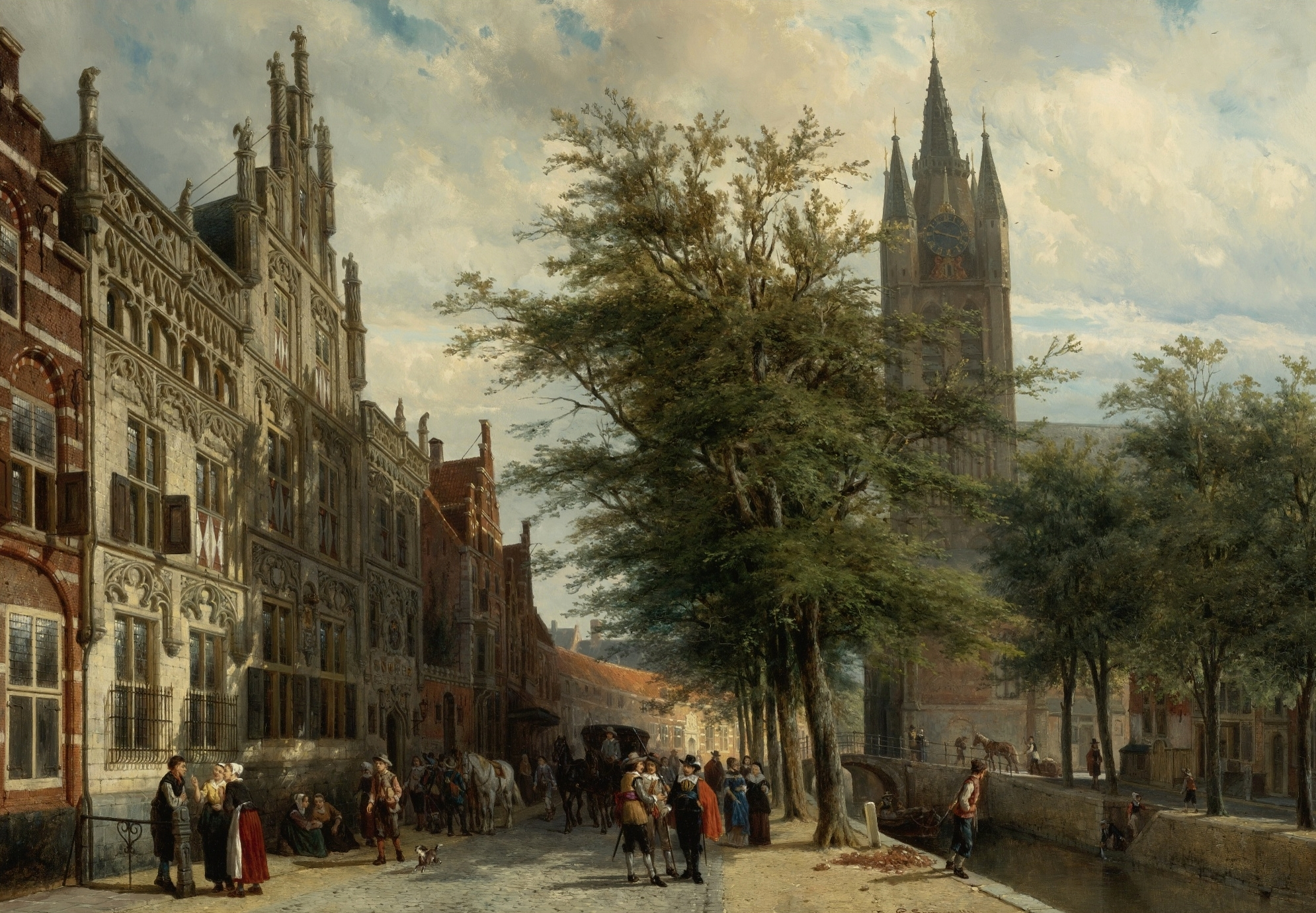
Het Gemeenlandshuis van Delfland en de Oude Kerk te Delft bij zomer, huile exécutée par Cornelis Springer en 1877.

En 1877, Cornelis Springer exécute Het Gemeenlandshuis van Delfland en de Oude Kerk te Delft bij zomer (La Gemeenlandshuis du Delfland et l'Oude Kerk à Delft en été), une œuvre de type topographique représentant un paysage urbain. Cette huile incorpore les effets techniques d'« insertion » et de « déplacement » : Springer déplace un élément de construction existant dans un environnement imaginaire, le terme « déplacer » pouvant être utilisé pour réunir différents éléments topographiques qui n'existent pas réellement les uns à côté des autres dans une représentation. Au premier abord, la peinture donne une impression générale de réalisme. Toutefois, une analyse détaillée de l'huile révèle que le bâtiment à gauche de la maison communale est en réalité situé dans une autre rue. Springer réunit ainsi deux belles façades de Delft au sein d'une même œuvre tout en y incorporant également des modifications mineures à leur architecture.

## Collection de cartes, de gravures, de peintures et mobilier

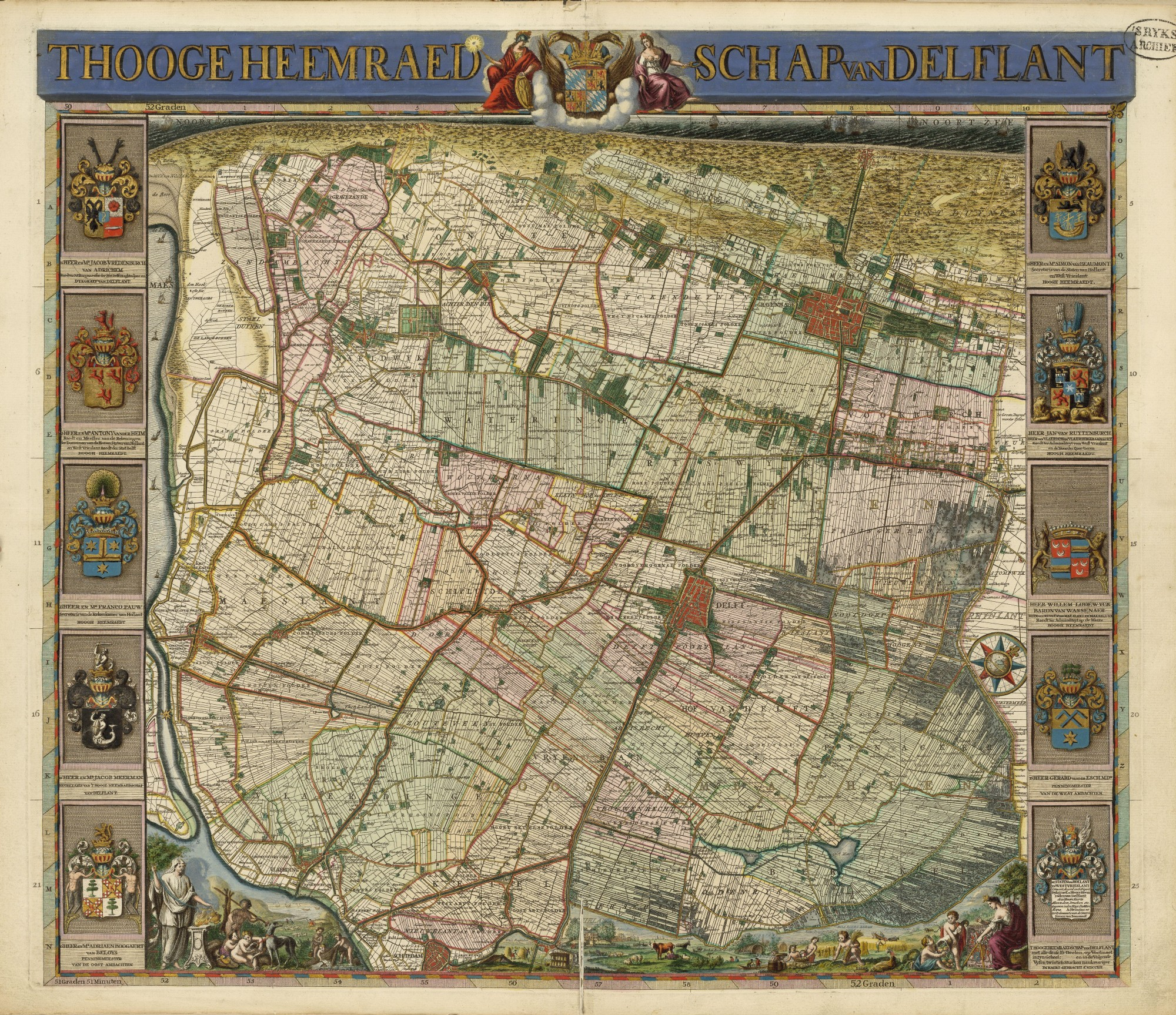
Carte de l'office des eaux du Delfland établie en 1712 par les géomètre-topographes et cartographes (Kruikius),,,,.